# Josip Barišić (1986.)
Josip Barišić (Osijek, 14. studenog 1986.) bivši je hrvatski nogometaš koji je igrao na poziciji napadača. 

## Vanjske poveznice
- Profil na transfermarkt.co.uk
- Profil na soccerway.com